# Інтерлохен (Мічиган)
Інтерлохен (англ. Interlochen) — переписна місцевість (CDP) в США, в окрузі Гранд-Траверс штату Мічиган. Населення — 694 особи (2020).

## Географія
Інтерлохен розташований за координатами 44°39′0″ пн. ш. 85°46′3″ зх. д. / 44.65000° пн. ш. 85.76750° зх. д. (44.650112, -85.767439).  За даними Бюро перепису населення США в 2010 році переписна місцевість мала площу 3,29 км², з яких 3,21 км² — суходіл та 0,08 км² — водойми.

## Демографія
Згідно з переписом 2010 року, у переписній місцевості мешкали 583 особи в 240 домогосподарствах у складі 142 родин. Густота населення становила 177 осіб/км².  Було 277 помешкань (84/км²).
Расовий склад населення:
| - 95,2 % — білих - 2,2 % — корінних американців - 0,5 % — чорних або афроамериканців - 0,2 % — вихідців з тихоокеанських островів |

До двох чи більше рас належало 1,7 %. Частка іспаномовних становила 1,9 % від усіх жителів.
За віковим діапазоном населення розподілялося таким чином: 25,4 % — особи молодші 18 років, 66,2 % — особи у віці 18—64 років, 8,4 % — особи у віці 65 років та старші. Медіана віку мешканця становила 32,3 року. На 100 осіб жіночої статі у переписній місцевості припадало 104,6 чоловіків;  на 100 жінок у віці від 18 років та старших — 98,6 чоловіків також старших 18 років.
За межею бідності перебувало 18,5 % осіб, у тому числі 14,1 % дітей у віці до 18 років та 0,0 % осіб у віці 65 років та старших.
Цивільне працевлаштоване населення становило 185 осіб. Основні галузі зайнятості: будівництво — 35,7 %, мистецтво, розваги та відпочинок — 27,0 %, науковці, спеціалісти, менеджери — 14,6 %, публічна адміністрація — 8,6 %.